# Широке (Широківська сільська громада)
Широ́ке — село в Україні, адміністративний центр Широківської сільської громади Запорізького району Запорізької області. Населення становить 1112 осіб. До 2016 року орган місцевого самоврядування — Широківська сільська рада. Територія села межує з землями Томаківської селищної громади Нікопольського району Дніпропетровської області.

## Географія

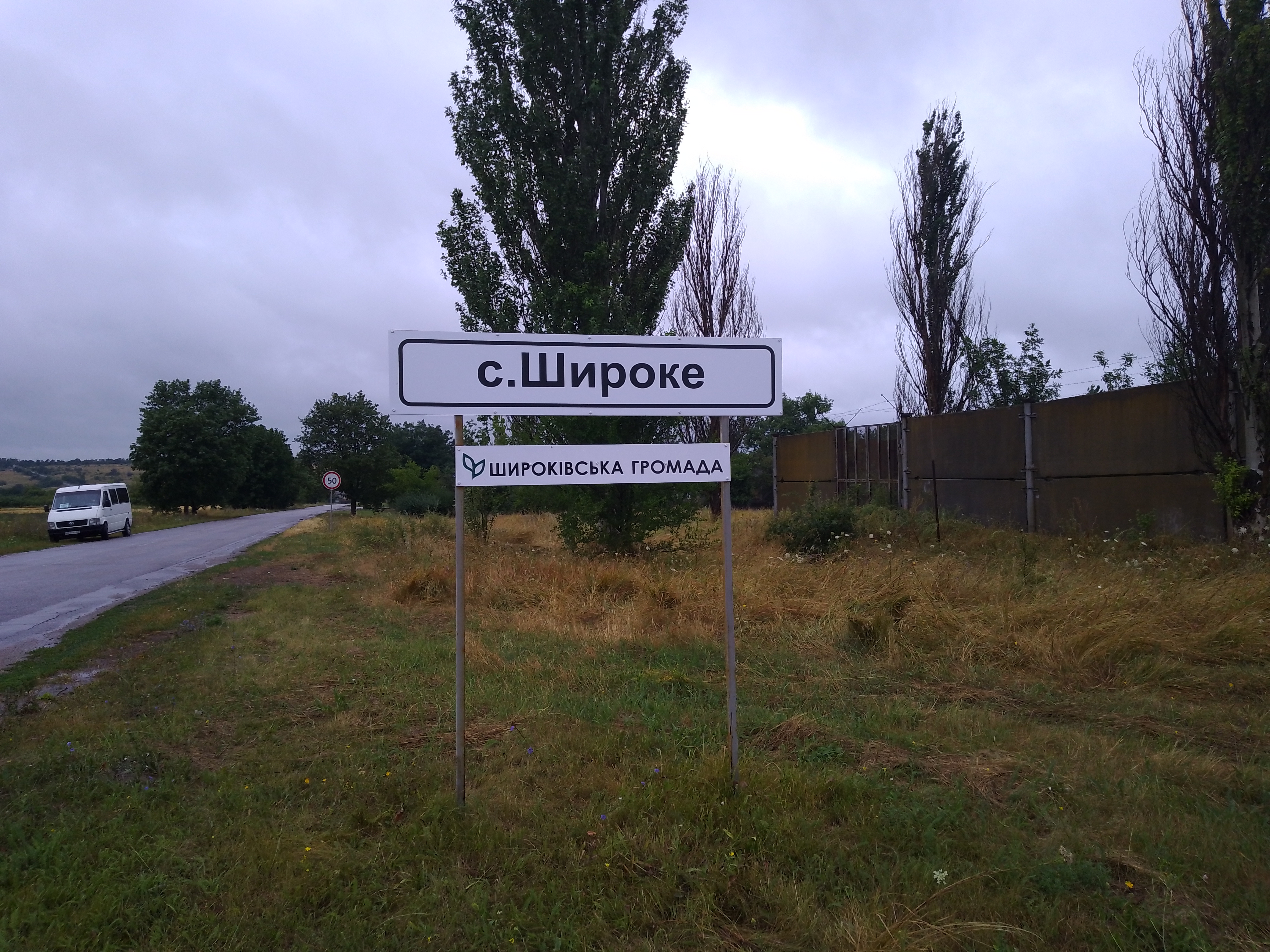
Дороговказ с. Широке

Село Широке розташоване за 24 км від обласного центру, на березі річки Балка Широка. Вище за течією на відстані 4,5 км розташоване село Лукашеве, нижче за течією — село Ручаївка (за 1,5 км). 
У ландшафтному відношенні с. Широке розташоване в долині річки Широка (= Балка Широка) — правої притоки річки Томаківка. Річка Широка в межах села місцями пересихає, на ній зроблена загата.
Не зважаючи на інтенсивне господарське використання прилеглої до села території, у межах долини річки збереглись окремі ділянки цілинного степу, природної байрачної і заплавної рослинності. Тут зустрічається ряд раритетних видів та угруповань рослин і тварин, занесених до Червоної книги України (сон лучний, горицвіт волзький, астрагал понтійський, брандушка різнобарвна, шафран сітчастий,  рястка Буше, подалірій, махаон, полоз жовточеревий, сліпак подільський тощо), Зеленої книги України (формації мигдалю степового, ковили волосистої, Лессінга і  пірчастої) та інших природоохоронних документів.

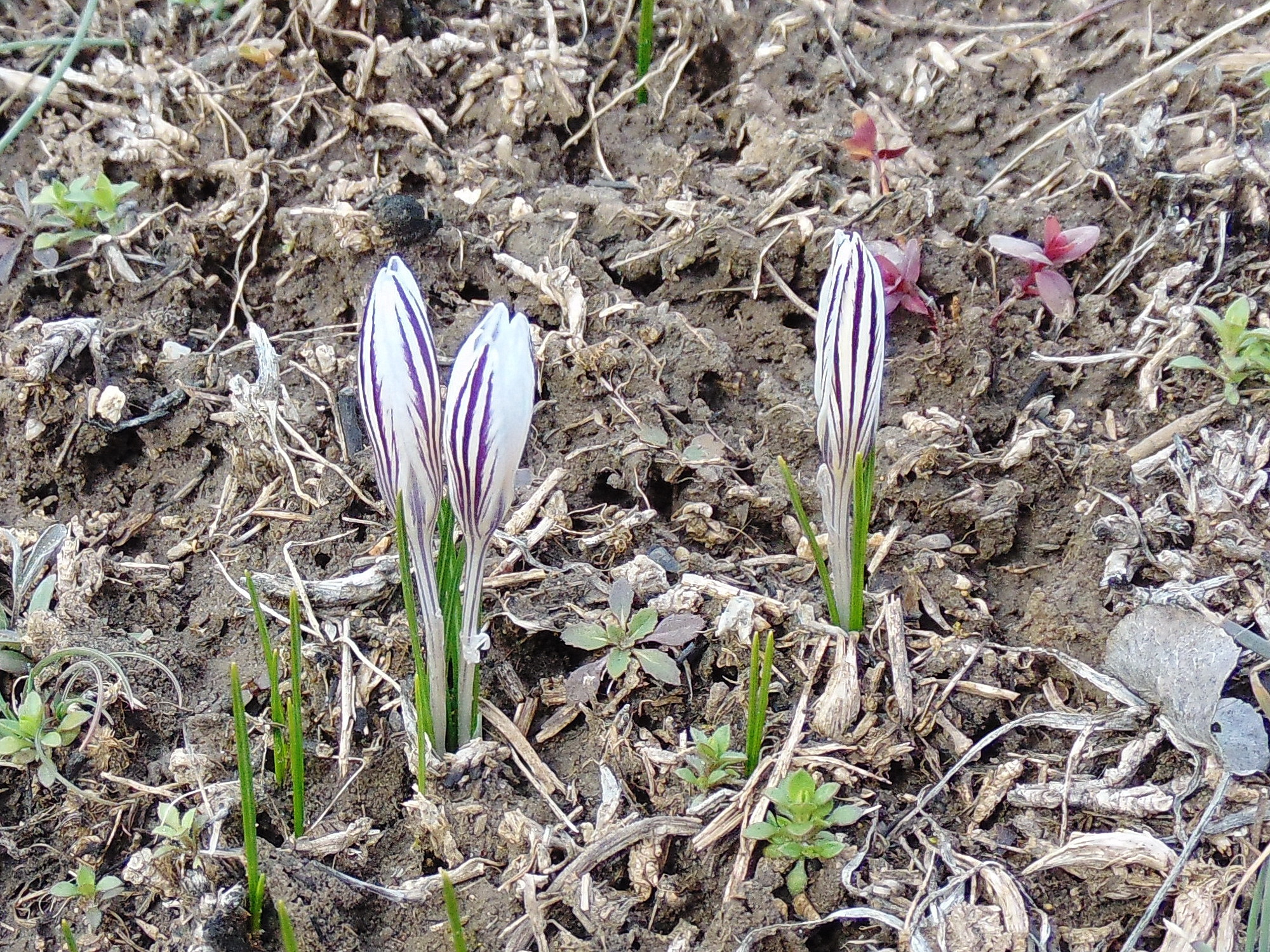
Шафран сітчастий
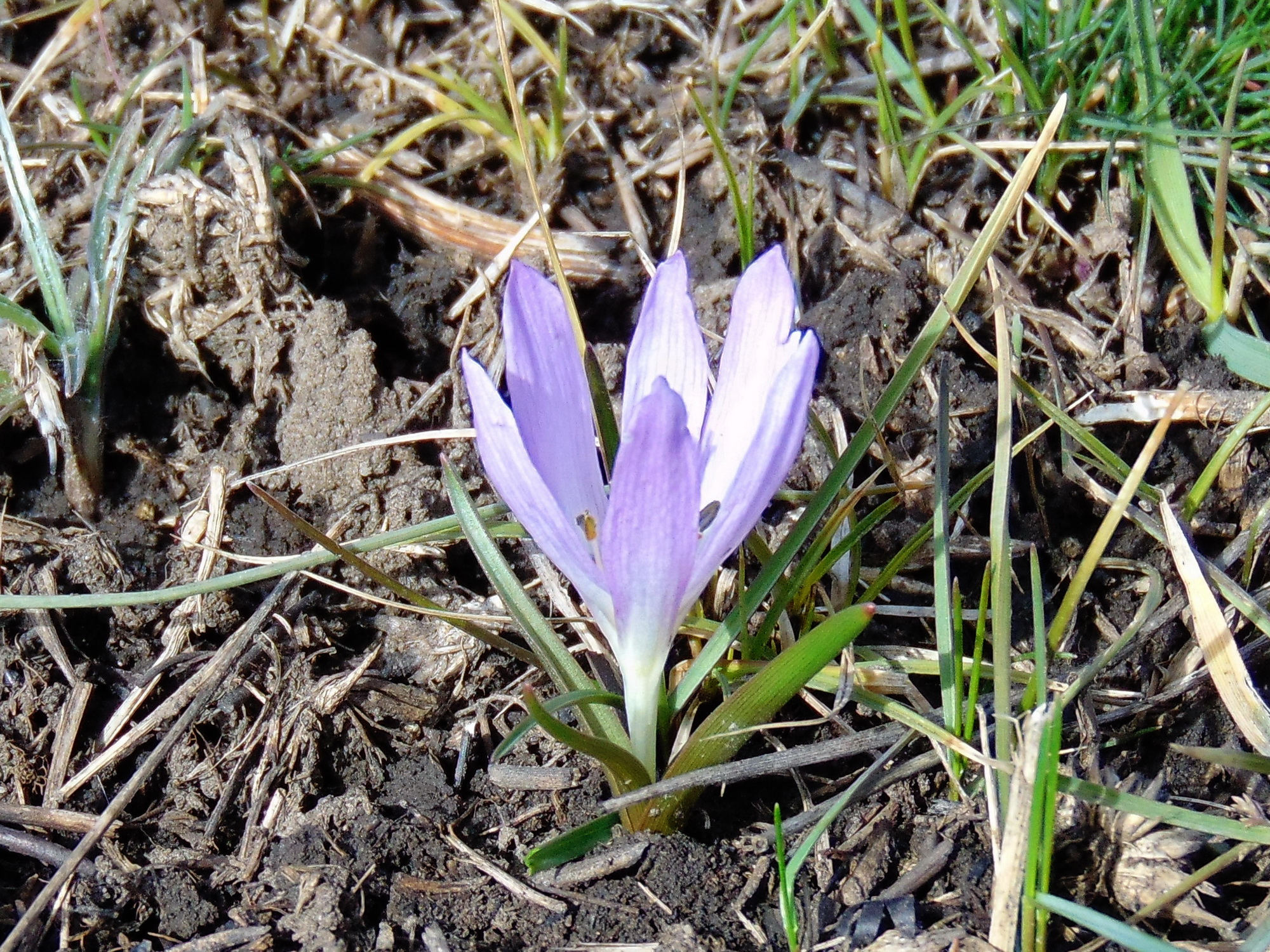
Брандушка різнокольорова
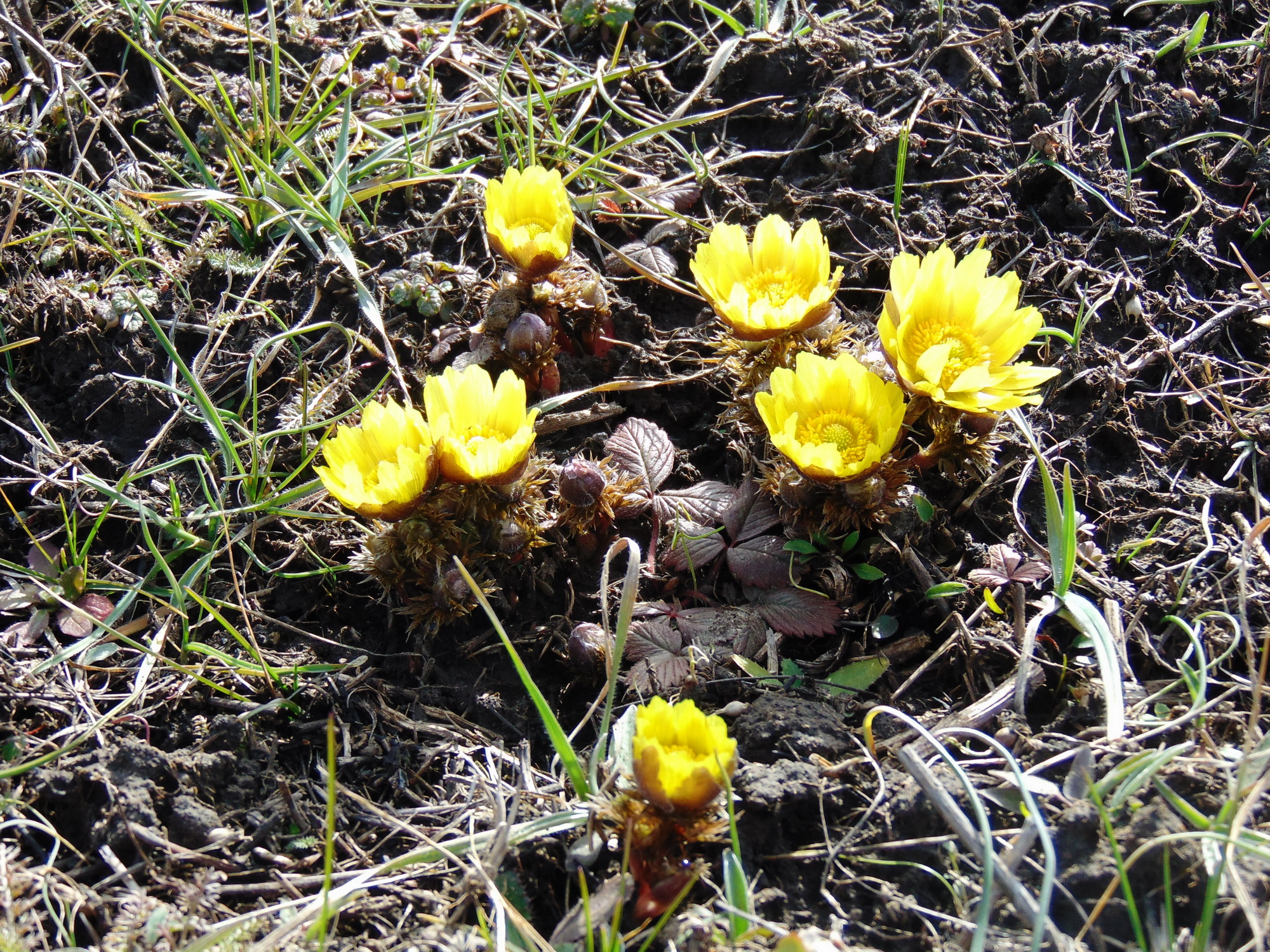
Горицвіт волзький
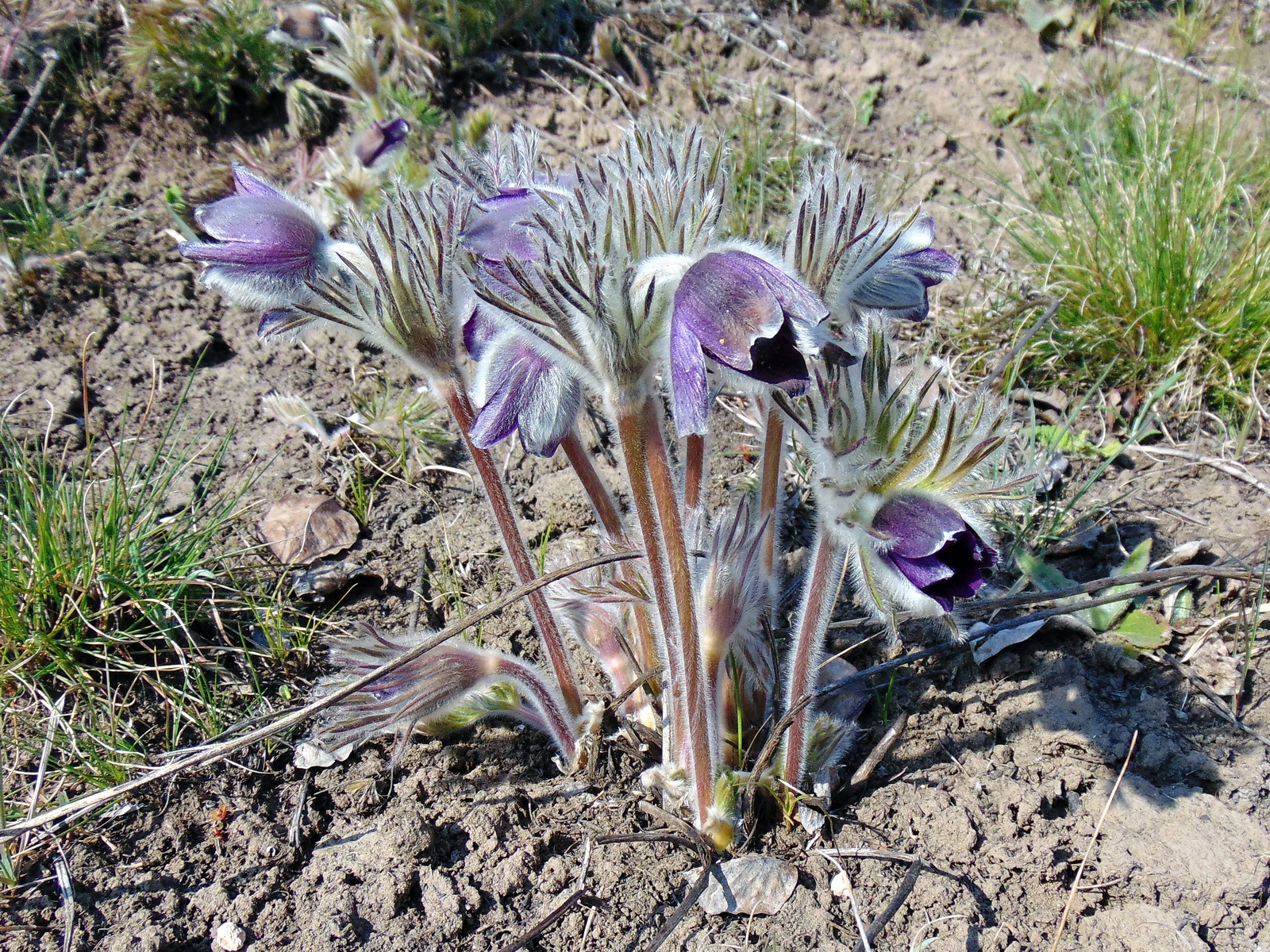
Сон лучний
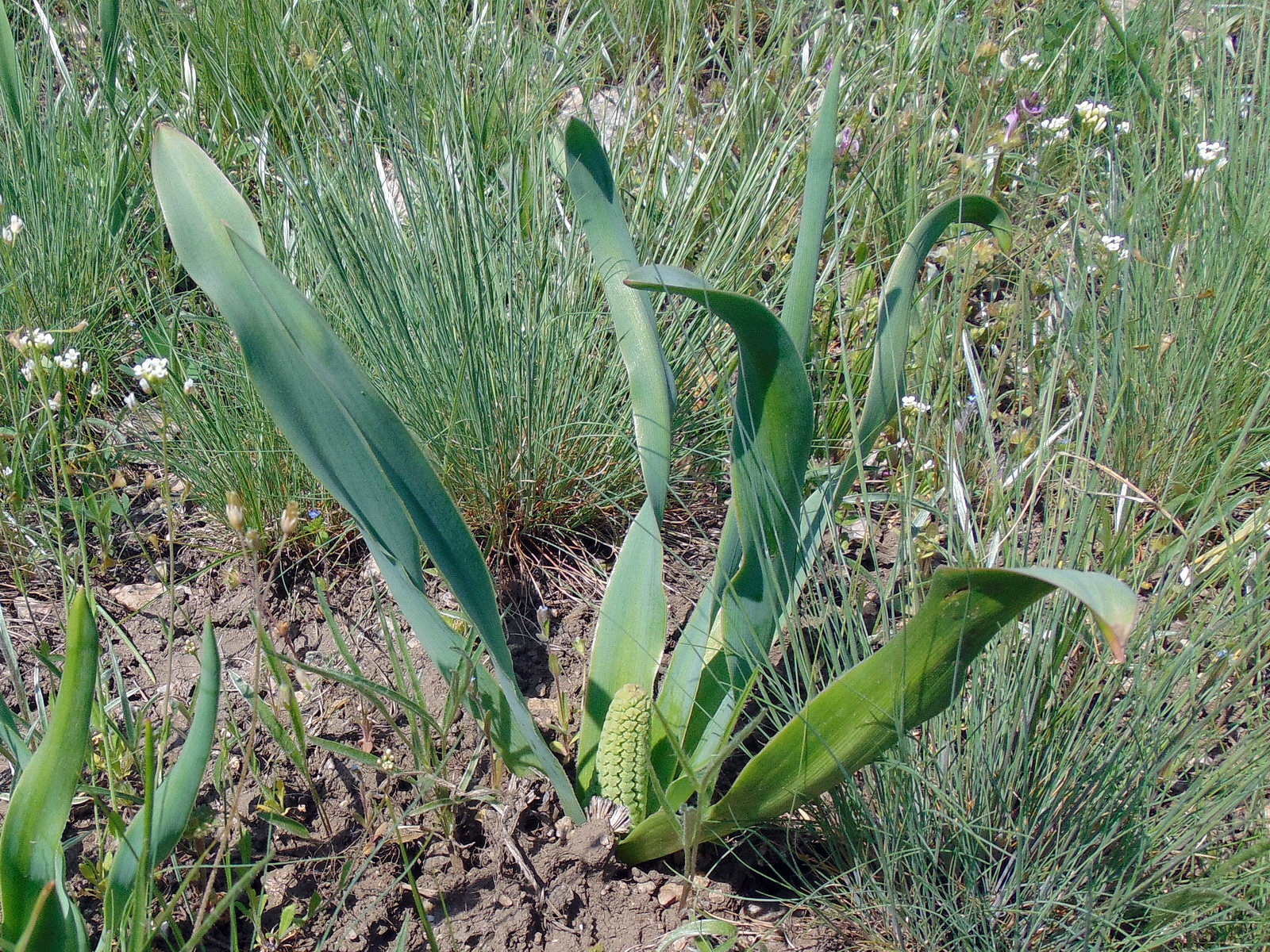
Белевалія сарматська

## Історія
У 1790 році кожна родина менонітів отримала на правому березі Дніпра по 65 десятин землі, будівельні матеріали та гроші. Саме тут, вони заснували свої перші вісім поселень, які започаткували Хортицьку колонію (або Хортицький менонітський округ): Хортиця (Верхня Хортиця), Розенталь (Канцирівка), Острів Хортиця, Ейнлаге (Кічкас), Кронсвейде (Володимирівка), Нейебург (Малишівка), Нейендорф (Широке) і Шенгорст (Водяне, Ручаївка).
Історія Широкого та села Водяне почалася з переселення першої родини німців-колоністів: родини Браунів, яка переселилася сюди з Пруссії.
Станом на 1886 рік колонія була найчисельнішою у волості з 1080 мешканцями, 115 домогосподарствами, молитовним будинком, школа, 2 крамницями, цегляним заводом.
За переписом 1897 року кількість мешканців зросла до 976 осіб (510 чоловічої статі та 466 — жіночої), з яких , 874 — протестантської.
7 (20) листопада 1917 року, відповідно до Третього Універсалу Української Центральної Ради, увійшло до складу Української Народної Республіки.
12 червня 2020 року, відповідно до розпорядження Кабінету Міністрів України від № 713-р «Про визначення адміністративних центрів та затвердження територій територіальних громад Запорізької області», село є адміністративним центром Широківської сільської громади.
19 липня 2020 року, в результаті адміністративно-територіальної реформи та ліквідації колишнього Запорізького району (1965—2020), село увійшло до складу новоутвореного Запорізького району.

## Населення

### Мова
Розподіл населення за рідною мовою за даними перепису 2001 року:
| Мова            | Кількість | Відсоток |
| --------------- | --------- | -------- |
| українська      | 934       | 83.99%   |
| російська       | 161       | 14.48%   |
| білоруська      | 9         | 0.81%    |
| болгарська      | 3         | 0.27%    |
| угорська        | 1         | 0.09%    |
| румунська       | 1         | 0.09%    |
| інші/не вказали | 3         | 0.27%    |
| Усього          | 1112      | 100%     |

## Символіка
Автор проєктів — Андрій Гречило.

### Герб
Основою герба є геральдичний щит перетятий двічі, у верхньому зеленому полі золотий хрест із конюшиноподібними краями на півмісяці поміж двох срібних квіток вишні з золотими осердями, у середньому синьому — дві золоті бджоли, у нижньому зеленому — золота квітка горицвіту весняного. Герб вписано у декоративний картуш та увінчано сільською короною.
Квіти вишні характеризують розвинуте садівництво, є символом працелюбності мешканців села. Хрест із півмісяцем вказує на перших поселенців-менонітів та заснування поселення як німецької колонії Нієндорф. Бджоли уособлюють працьовитість мешканців громади. Горицвіт весняний відображає місцеву легенду про цю квітку та символізує сонце й особливості степової природи.

### Прапор
Квадратне полотнище, яке складається з трьох рівношироких горизонтальних смуг, на верхній зеленій жовтий хрест з конюшиноподібними краями на півмісяці поміж двох срібних квіток вишні з жовтими осердями, на середній білій — дві жовті бджоли, на нижчій зеленій — жовта квітка горицвіту весняного.

## Економіка
- ТОВ «Орис-Нива».

## Об'єкти соціальної сфери
- Середня загальноосвітня школа.
- Дитячий дошкільний навчальний заклад.
- Будинок культури.
- Амбулаторія.

## Запорізький центр льотної підготовки ім. Олександра Покришкіна
Поблизу села розташований аеродром «Широке», вздовж якого пролягає автошлях національного значення Н08 (Бориспіль — Запоріжжя — Маріуполь). Отримавши у спадщину добре оснащений та діючий «Запорізький центр льотної підготовки імені Маршала авіації Олександра Покришкіна», який свого часу був відомий в СРСР, за роки Незалежності України цей об'єкт припинив свою роботу. Весь цей час аеродромом ніхто не займався, злітні смуги розкрадались, а на території аеродрому взагалі проводились автоперегони. Тривалий час Центр льотної підготовки перебував у практично «занедбаному» стані. Замість повноцінного керівництва Міністерство інфраструктури призначало «в.о.». Офіційна версія: всі бажаючі зайняти вакантну посаду не відповідали кваліфікаційним вимогам. Підібрати директора не могли з 2013 року. Та нарешті, об'єднаними зусиллями із небайдужою до неба та польотів людиною, колишнім народним депутатом державним зрадником, російським колаборантом Вячеславом Богуслаєвим, вдалось навести лад в цьому питанні. Аеродром у селі Широкому подекуди почав відновлювати свою роботу.
У середині 2021 року стало відомо, що є наміри відновити роботу регіонального Центру льотної підготовки у селі Широкому. Нині він у державній власності, взяти його на баланс готова Широківська сільська громада.
У лютому 2023 року керівником «Запорізького центру льотної підготовки імені Маршала авіації О.І. Покришкіна» було призначент Володимира Мілейка. У квітні 2023 року Офіс Генерального прокурора скерував до суду обвинувальний акт стосовно в.о. директора державного закладу «Запорізький центр льотної підготовки імені Маршала авіації О.І. Покришкіна». За даними слідства, керівник підприємства незаконно демонтував 398 аеродромних плит «ПАГ-14», які знаходилися в конструкціях руліжних доріжок, а також демонтовані місця стоянки авіаційної техніки аеродрому. Надалі демонтовані плити він продав. Внаслідок таких дій, аеродром неможливо використовувати за призначенням – для зльоту та посадки літаків Повітряних Сил Збройних Сил України, заподіявши майнову шкоду підприємству у майже 3 млн грн. Директора центру обвинувачено за статтею про розтрату майна в особливо великих розмірах (ч. 5 ст. 191 КК України). Санкція статті передбачає до 12 років позбавлення волі. Фігурантом вказаної справи також став Володимир Дідик, який в. о. директора центру льотної підготовки з 2020 року.

## Галерея
Природні ландшафти на околиці с. Широке

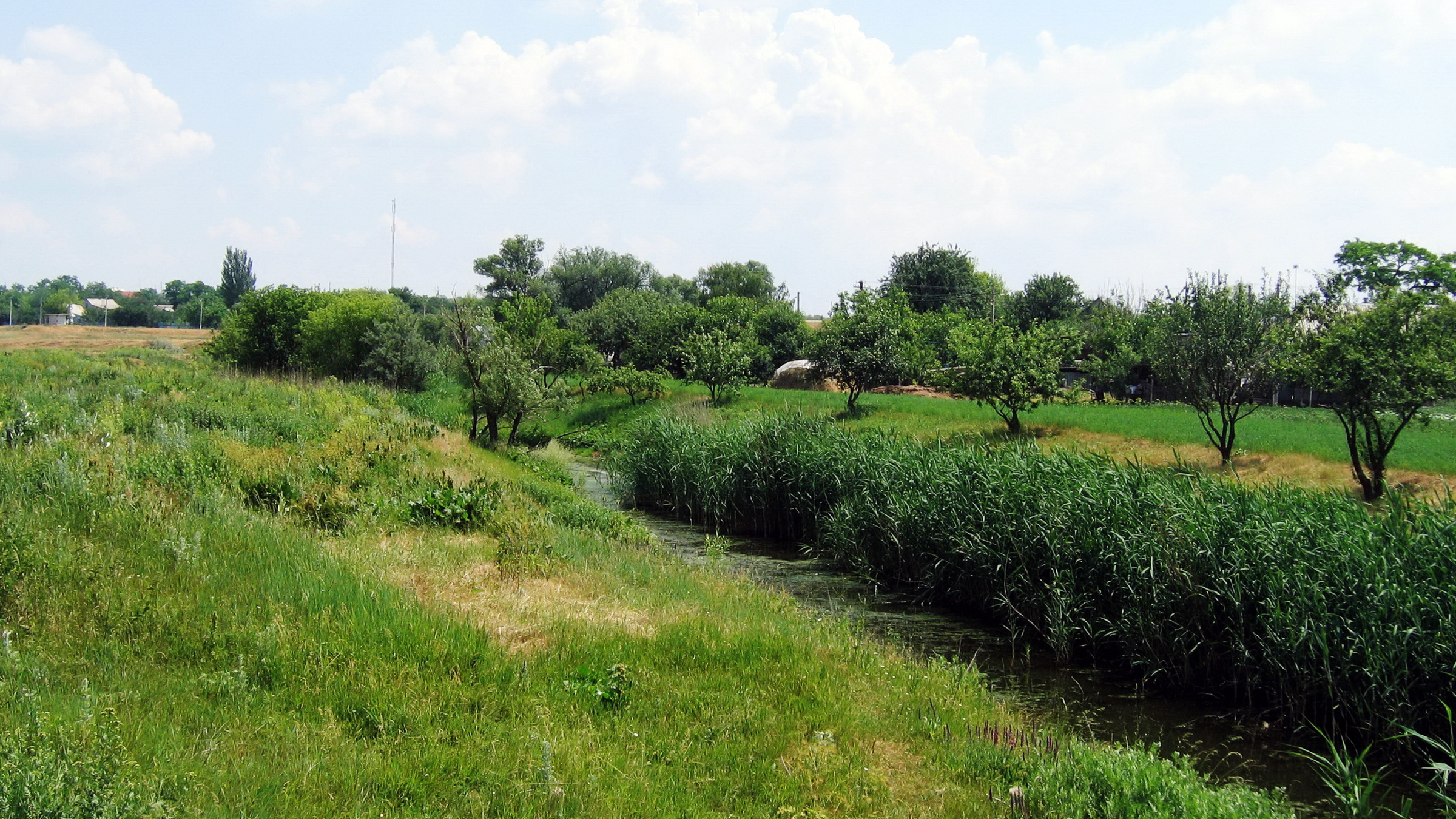
Річка Широка (Балка Широка)
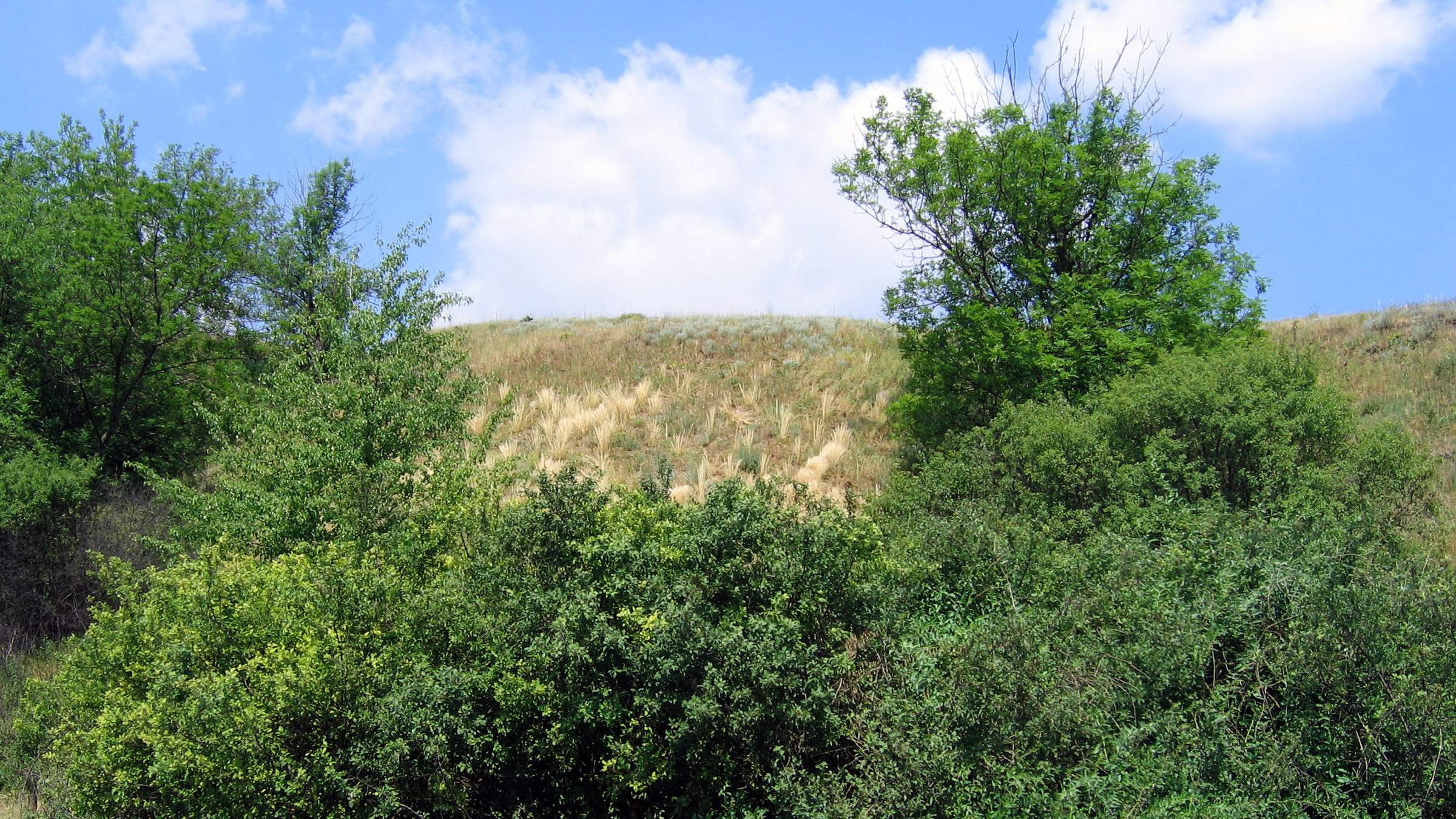
Пристінний ліс на фоні ковилового степу
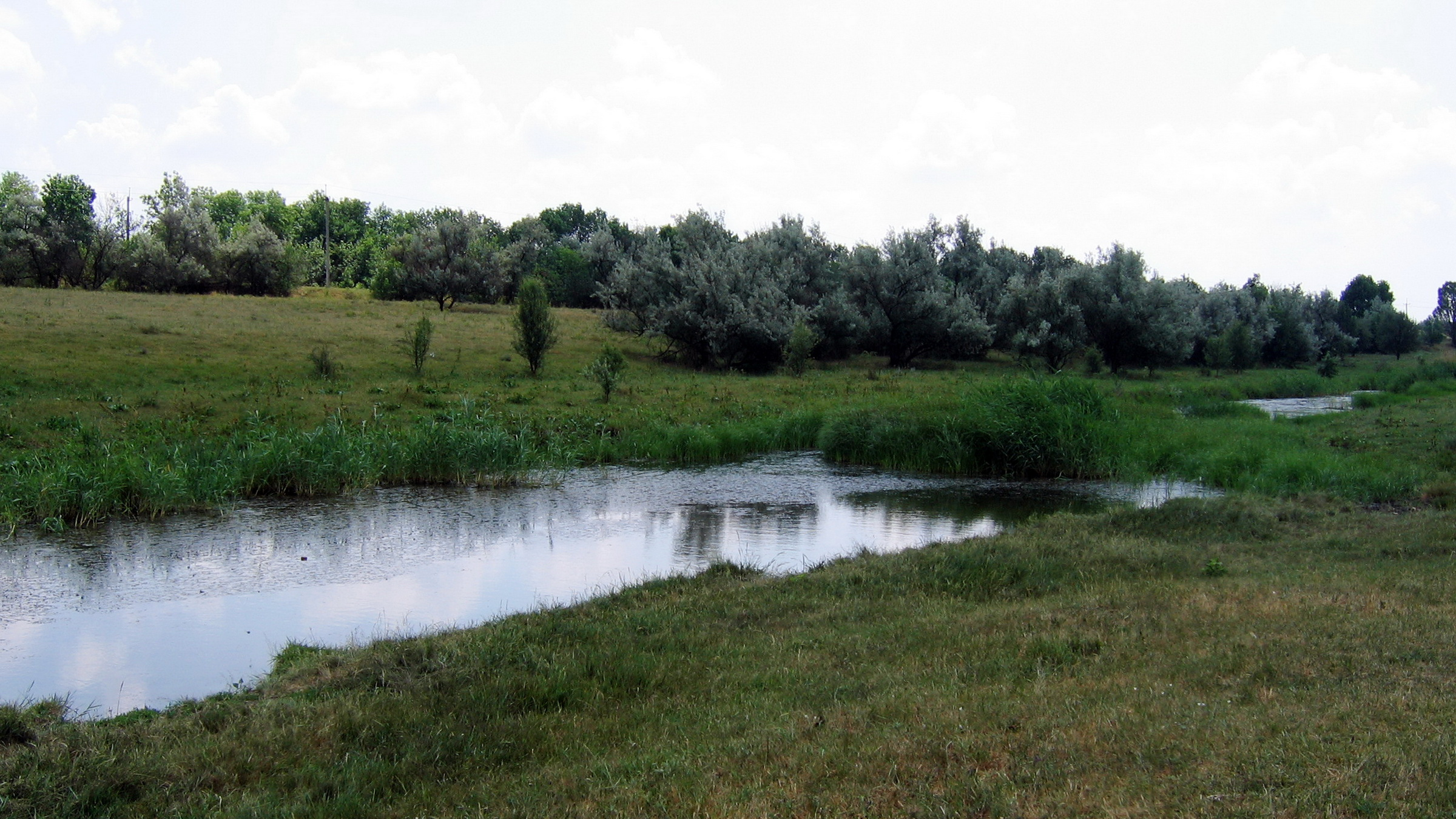
Річка Широка
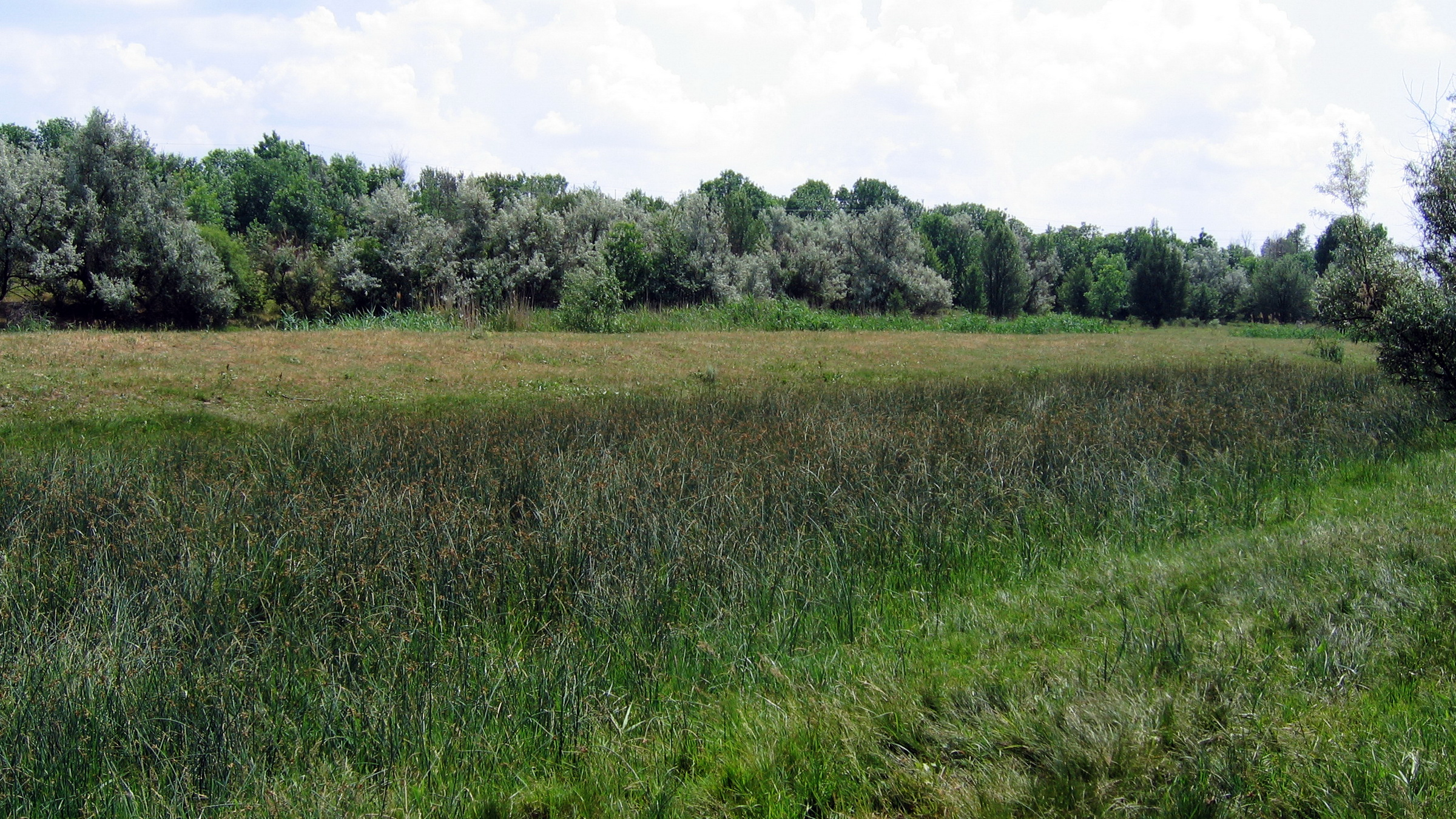
Осокове болото
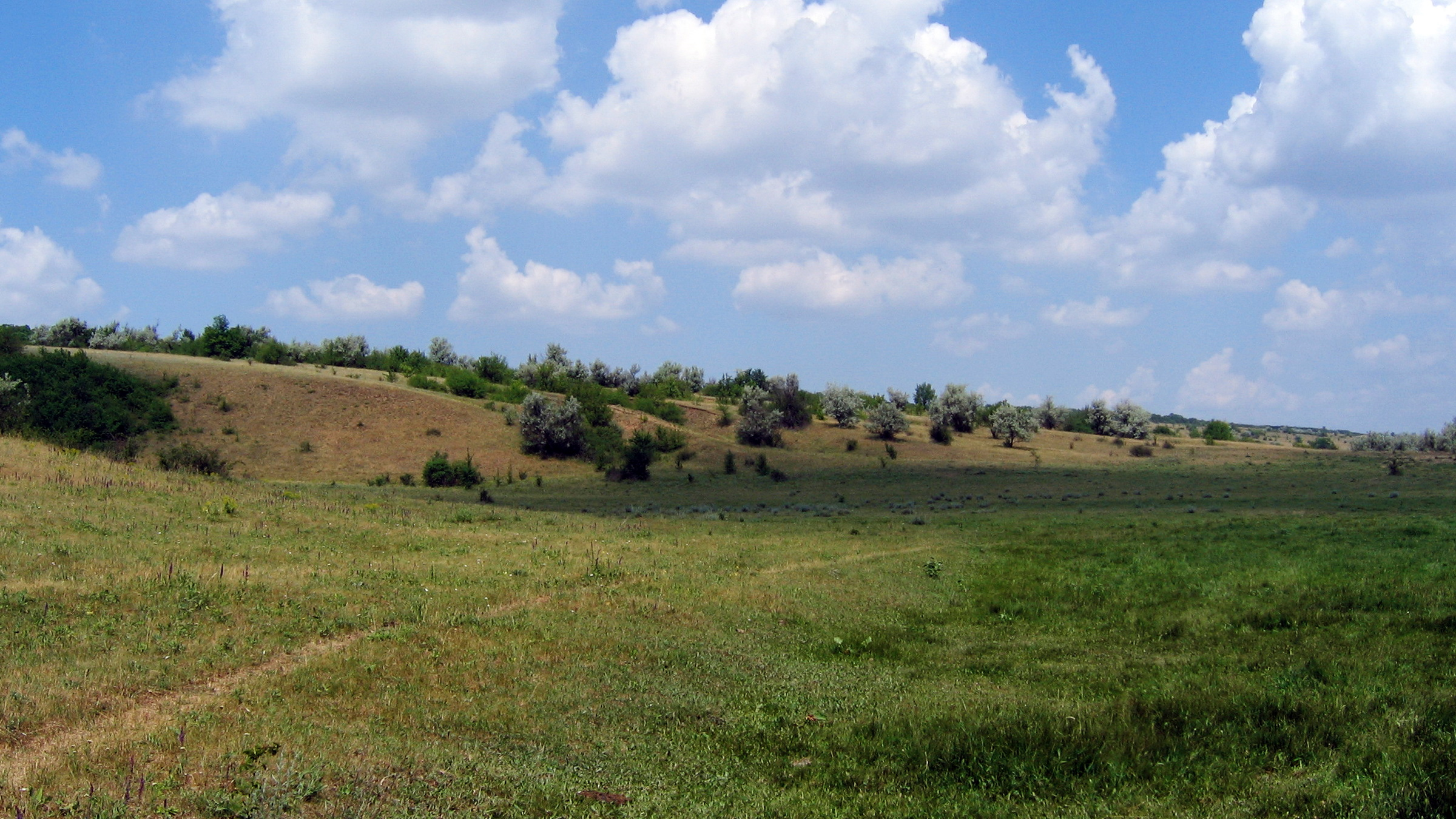
Балка Широка
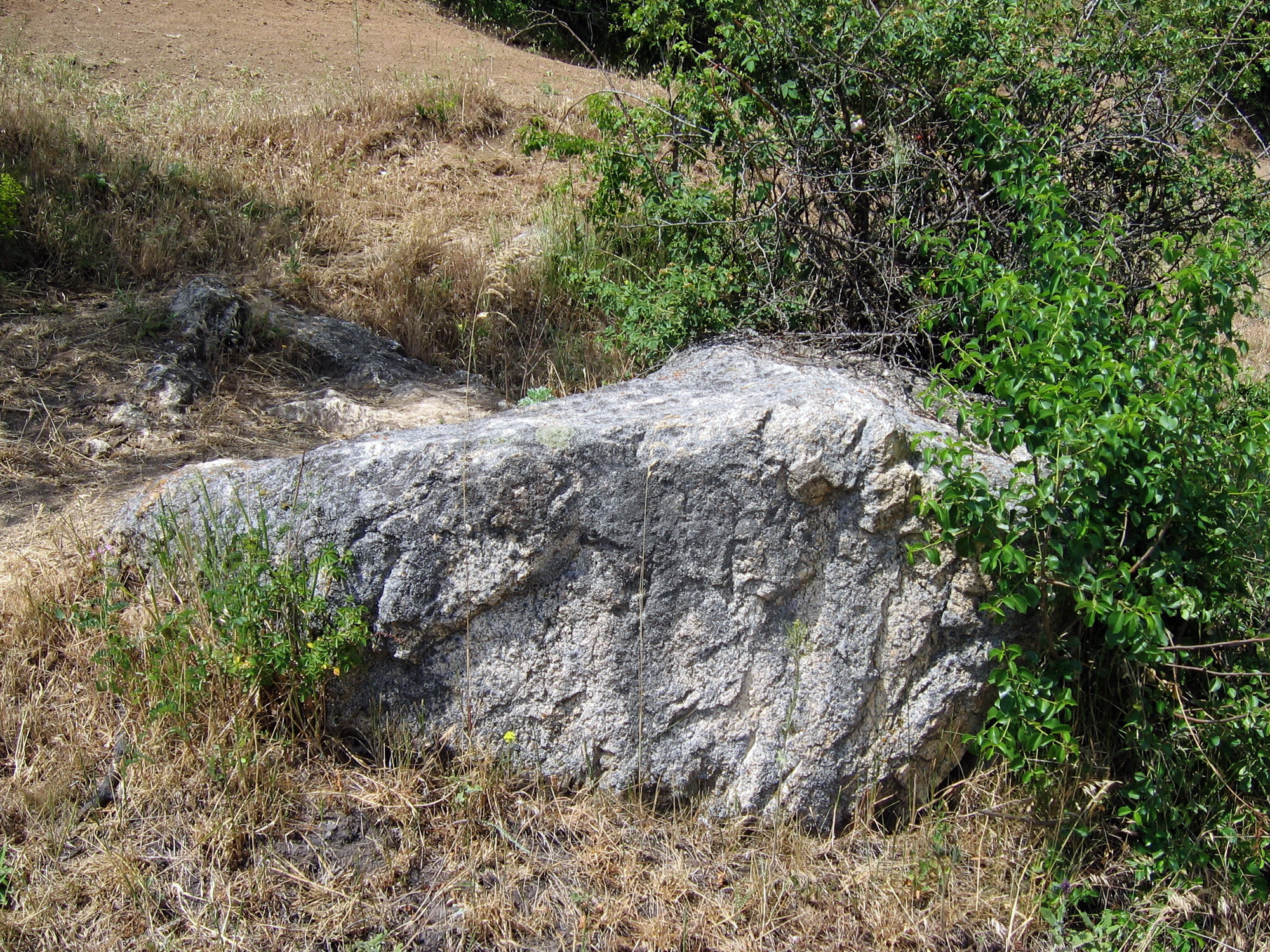
Гранітне відслонення
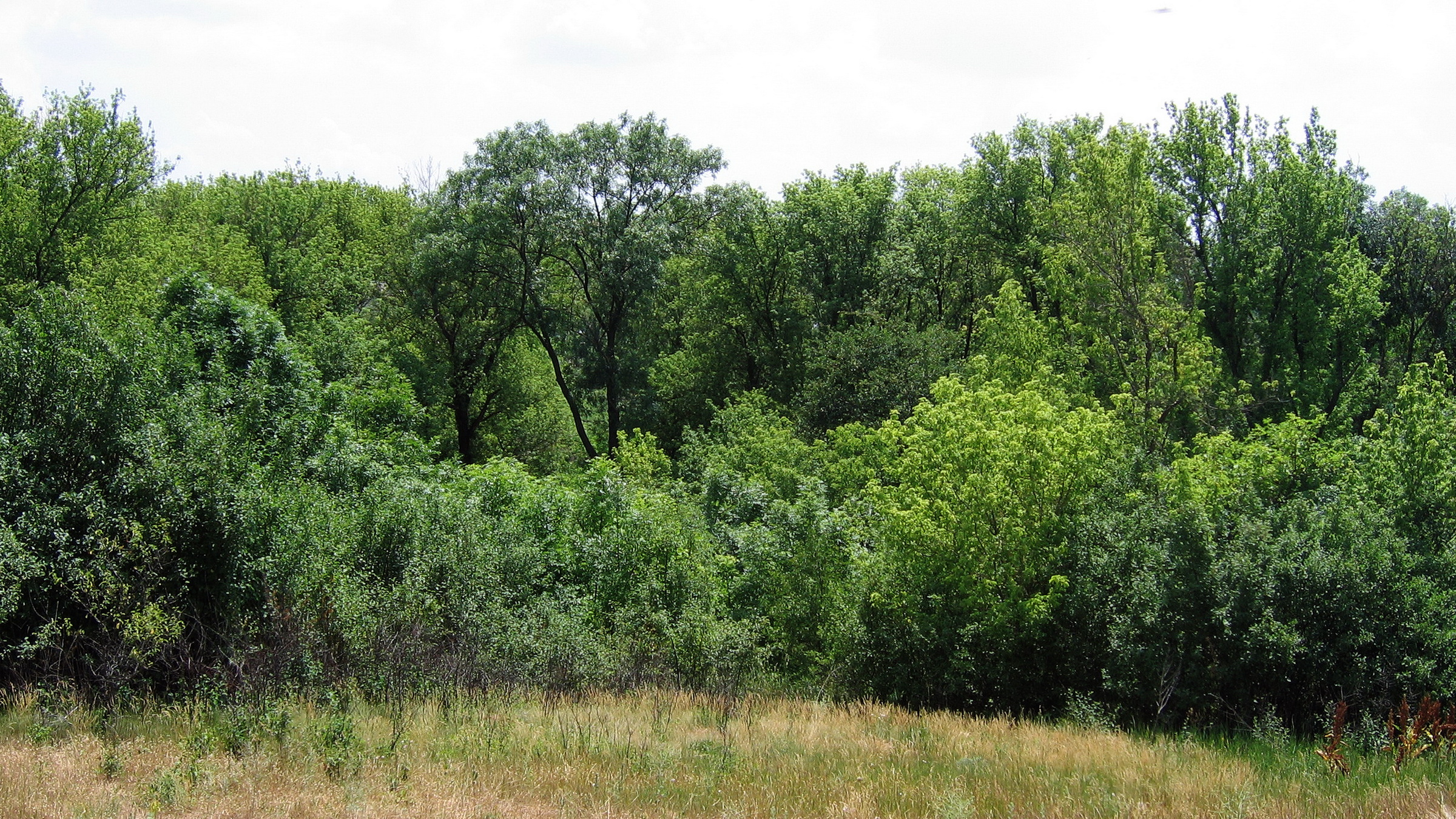
Заплавний ліс

Інфраструктура с. Широке

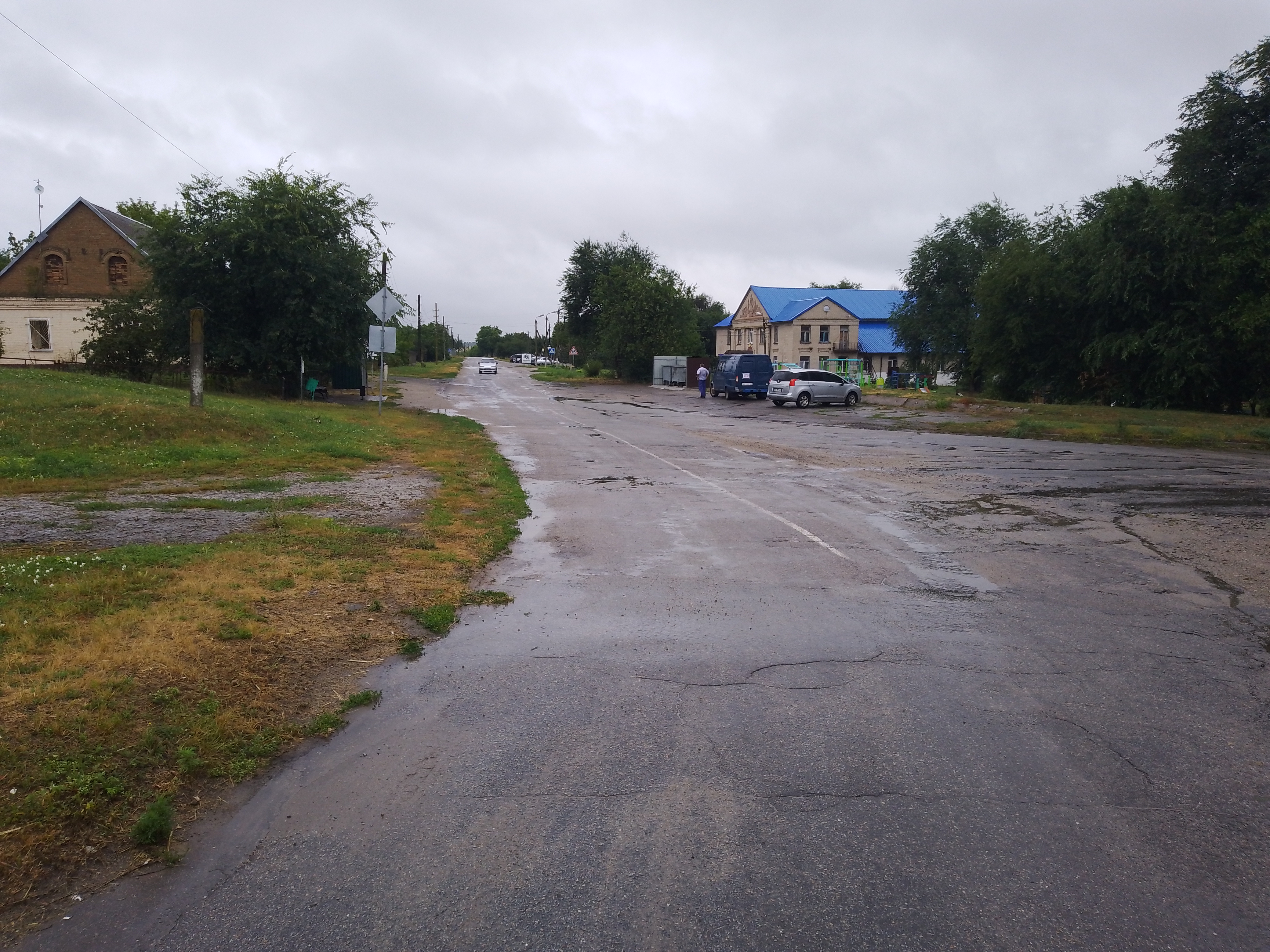
Центральна вулиця с.Широке
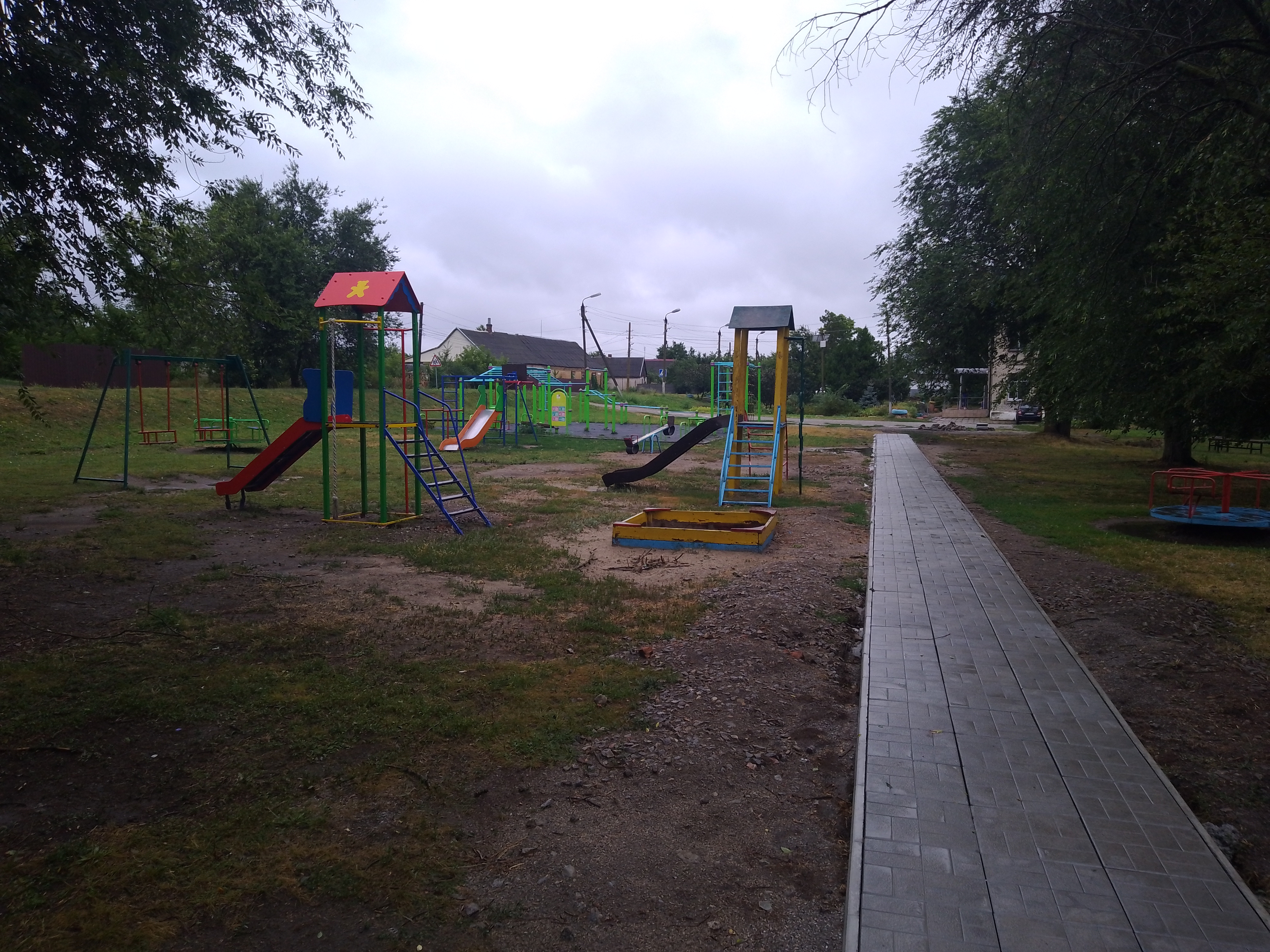
Дитячий майданчик в с.Широке
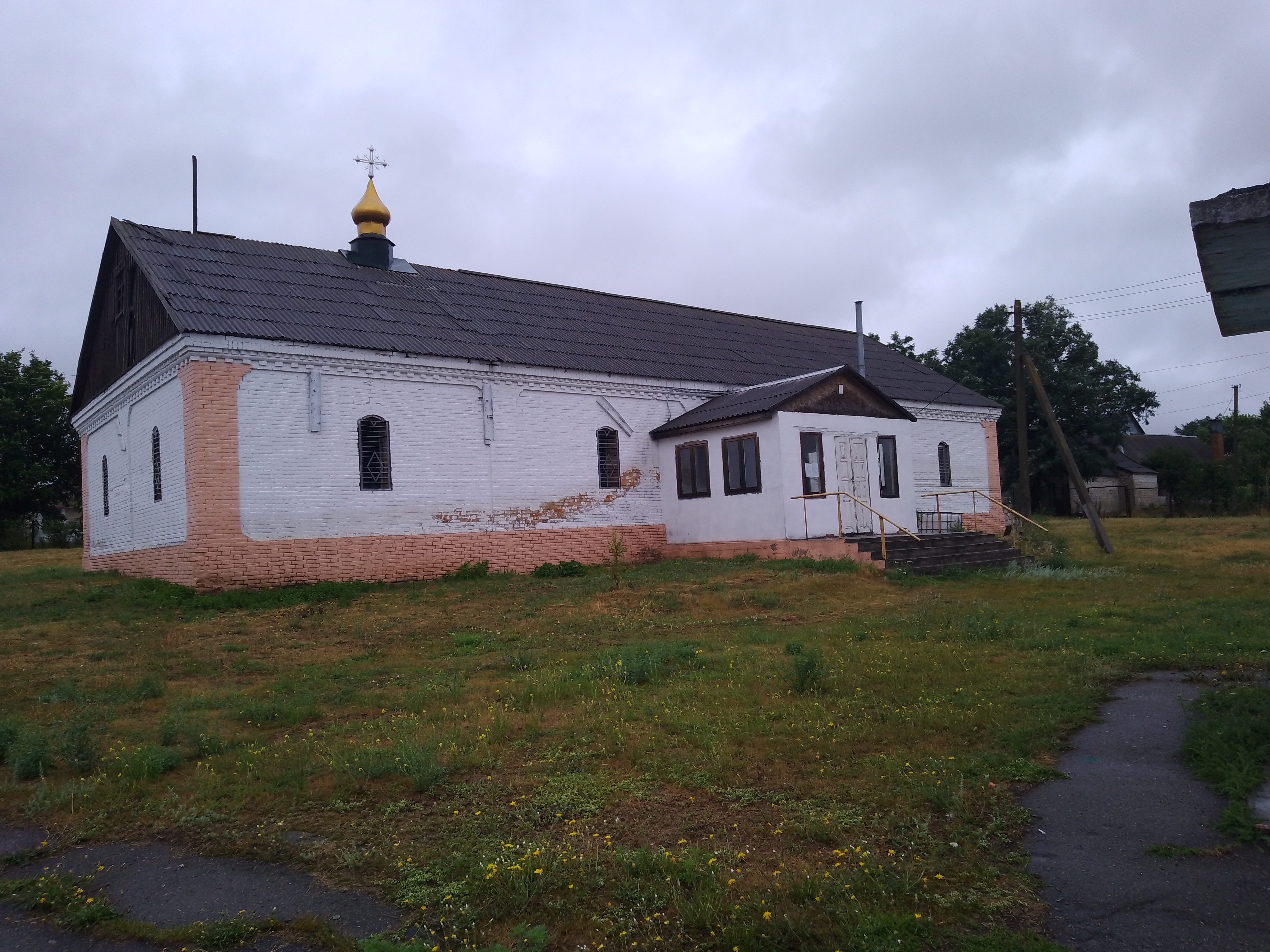
Церква в приміщенні колишньої оліярні
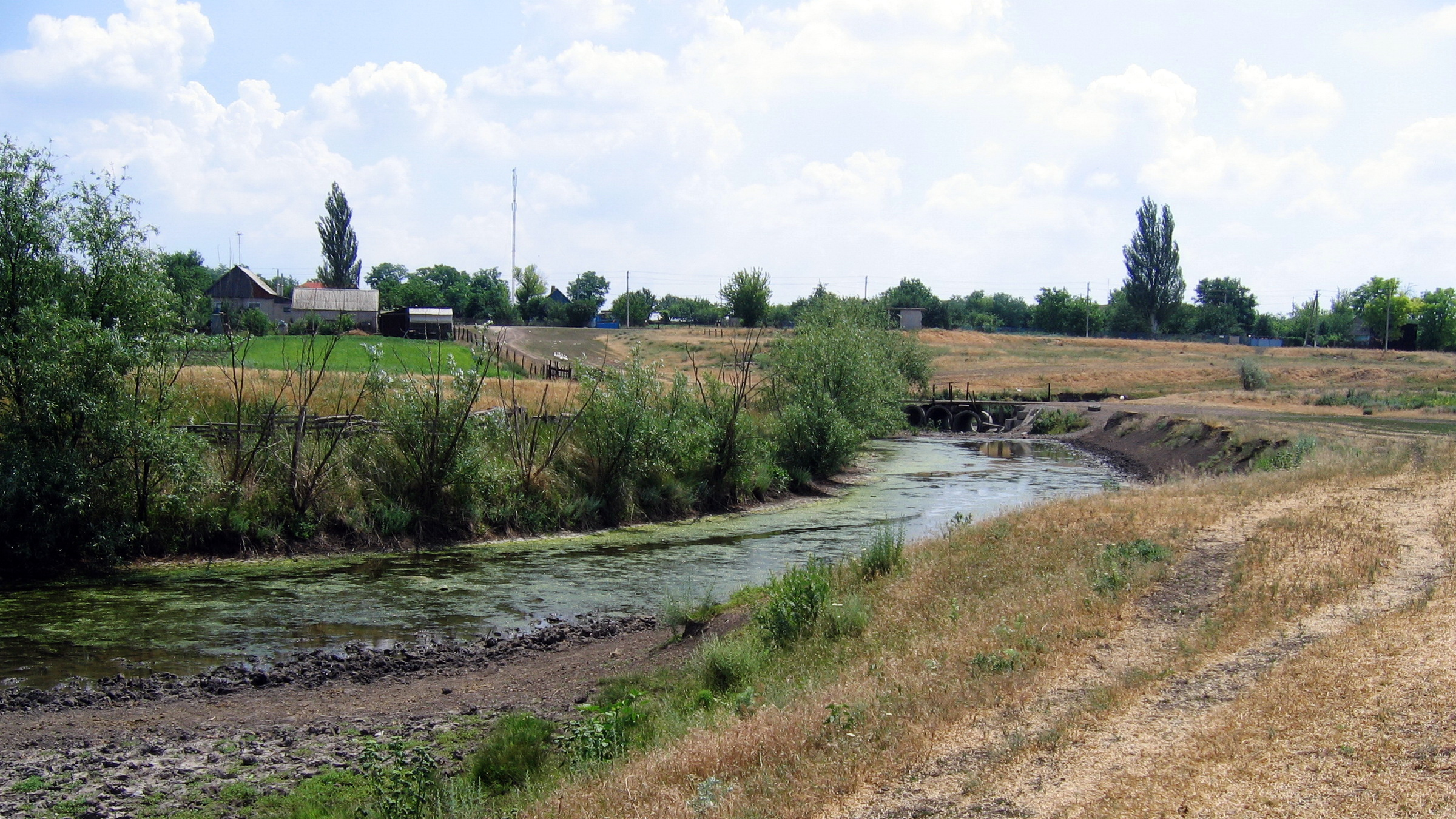
Нижній міст через річку